# Potentilla delavayi
Potentilla delavayi är en rosväxtart som beskrevs av Adrien René Franchet. Potentilla delavayi ingår i Fingerörtssläktet som ingår i familjen rosväxter. Inga underarter finns listade i Catalogue of Life.